# Cindy McTee
Cindy McTee, née le 20 février 1953 à Tacoma, est une compositrice et professeure de musique américaine.

## Biographie
Cindy McTee étudie à l'Université Lutherienne du Pacifique (en), l'Académie de musique de Cracovie, l'Université Yale et l'Université de l'Iowa. Ses professeurs sont notamment Krzysztof Penderecki, Bruce MacCombie (en) et Jacob Druckman.

### Cursus d'enseignement
Elle enseigne à l'Université Luthérienne du Pacifique pendant trois ans avant de rejoindre la faculté de musique de l'Université du Nord du Texas en 1984, où elle est promue professeure titulaire en 1995 et directrice en 2000. En 2009, elle est nommée Fellow de l'Institute for the Advancement of the Arts de l'Université du Nord du Texas. Elle joue également un rôle de premier plan à l'Université du Nord du Texas, notamment en tant que présidente de la division des études de composition pendant un an, de la division des études de composition pendant cinq ans, jusqu'en 2000. En 2010, elle a pris sa retraite de l'Université du Nord du Texas en tant que professeur émérite.

### Récompenses
McTee a reçu deux prix de l'Académie américaine des arts et des lettres en 1992 et 2002, une bourse de la John Simon Guggenheim Memorial Foundation en 2001, une bourse Fulbright en 1990 et une bourse de compositeur de la National Endowment for the Arts en 1994. Elle a remporté le concours de composition de l'orchestre de Louisville en 2001 et le troisième prix annuel Elaine Lebenbom Memorial Award de l'orchestre symphonique de Détroit en 2009. Elle a également reçu un Music Alive Award de Meet the Composer en 2002 et un Broadcast Music Incorporated Student Composers Award en 1977.